# ام‌وی (خانواده موشکی)
موشک ام‌وی (انگلیسی: M-V) که موشک M-V، M-5 یا Mu-5 نیز نامیده می‌شود، یک موشک ژاپنی سوخت جامد بود که برای پرتاب ماهواره‌های علمی طراحی شده بود. این یکی از اعضای خانواده موشک‌های ام‌یو بود. مؤسسه علوم فضایی و فضانوردی ژاپن یا (ISAS) در سال ۱۹۹۰ توسعهٔ M-V را با هزینهٔ ۱۵ میلیارد ین آغاز کرد.ام‌وی دارای سه مرحله است و ۳۰٫۷ متر (۱۰۱ فوت) ارتفاع، ۲٫۵ متر (۸ فوت ۲ اینچ) قطر و حدود ۱۴۰۰۰۰ کیلوگرم (۳۱۰۰۰۰ پوند) وزن دارد. این موشک قادر به پرتاب ماهواره‌ای به وزن ۱۸۰۰ کیلوگرم (۴۰۰۰ پوند) به مداری به ارتفاع ۲۵۰ کیلومتر (۱۶۰ مایل) بود.
اولین موشک M-V ماهوارهٔ اخترشناسی رادیویی HALCA را در سال ۱۹۹۷ پرتاب کرد و دومین موشک کاوشگر مریخ نوزومی را در ژوئیه ۱۹۹۸ با موفقیت پرتاب کرد. موشک سوم در ۱۰ فوریه ۲۰۰۰ اقدام به پرتاب ماهواره Astro-E پرتو ایکس به فضا کرد اما این پرتاب با شکست روبرو شد. ISAS پس از این شکست را با Hayabusa جبران کرد و به 25143 Itokawa را در سال ۲۰۰۳ پرتاب کرد. پرتاب M-V بعدی، ماهواره علمی Astro-E2 بود، جایگزینی برای Astro-E، که در ۱۰ ژوئیه ۲۰۰۵ انجام شد. پرتاب نهایی، ماهواره Hinode بود. SOLAR-B) فضاپیمای SSSat microsat و نانوماهواره HIT-SAT در ۲۲ سپتامبر ۲۰۰۶.